# Halicyclops rochai
Halicyclops rochai – gatunek widłonoga z rodziny Halicyclopidae. Nazwa naukowa tych skorupiaków została opublikowana w 1999 roku przez Paolę De Laurentiis, Giuseppe Lucio Pesce i Williama F. Humphreysa.